# 国家重点実験室
国家重点実験室（こっかじゅうてんじっけんしつ、中国語: 国家重点实验室、英語: State Key Laboratory）は学科国家重点実験室の略称である。中華人民共和国の「科教興国」の国家戦略の指導で、中国科学院と各国家重点大学に所属するイノベーションと科学研究の重要な役割を持つ研究施設である。2018年の時点で国家重点実験室の数は254個である。
中国の教育と研究システムには「学科国家重点実験室」、「企業国家重点実験室」と「省部共建国家重点実験室」の3つの種類の国家重点実験室がある。国家重点実験室という表記を使う時には学科国家重点実験室を指す場合が多い。

## 背景
1984年、中国の基礎研究力が全般に弱く、研究陣が分散し、国の基礎研究への資金投入を大幅に増やすのが難しいという当時の実情に基づき、基礎研究のレベルを引き上げ、自国の基礎研究の発展に適した新しい体制を探究するため、旧国家計画委員会のリーダーシップの下、旧国家科学技術委員会、旧国家教育委員会、中国科学院等が国家重点実験室建設計画を共同で手配・実施した。

## 歴史
1984年、国家重点実験室建設計画が政府の支援を受けることになった。中国の科学研究活動の基礎と国の要求に基づき、大学及び研究所の優位な学問分野と研究チームを拠り所として、政府は6,100万元を投資し、まず10の国家重点実験室の建設を認可した。同時に、1,660万米ドルの外貨枠を割り当てることを決め、国外の先進的機器の購入に充てた。1984年 - 1993年は政府の投資で国家重点実験室を建設する主要な時期の1つであり、また、国家重点実験室が急速に発展する重要な段階でもあった。この期間中、国は計約9億元の経費を出し、81の国家重点実験室を建設し、国家教育委員会、中国科学院、農業部、衛生部等の関連大学と研究所に重点的に配置した。
国家重点実験室建設計画の実施初期に、比較的厳格な建設・管理手順が定められた。この段階において、旧国家計画委員会は国家重点実験室業務会議を2度招集し、「国家重点実験室建設試行管理弁法」、「国家重点実験室評価規則（試行）」、「国家重点実験室管理情報統計年報」をそれぞれ制定した。また、「開放、連合、流動」の運営管理メカニズムを打ち出した。
1991年、中国は世界銀行と「重点学問分野発展プロジェクト与信協定」（期間5年）を結び、世銀から8,633万米ドルの融資を受けることになり、75の国家重点実験室の建設を認可した（プロジェクト立ち上げは1987年）。世銀の融資で建設された国家重点実験室の多くは国民経済・社会の発展要請に密接に関係するエンジニアリング分野に設けられている。これらの実験室の完成は、中国の国家重点実験室の枠組みが基本的に整ったことを示すものである。
1998年、国務院は「国家計画委員会が担当している国家重点実験室の業務及び関連経費の割り振りを科学技術部に帰属させる」ことを明確にした。科学技術部は国家重点実験室に対する管理を強化するため、その学問分野の配置及び発展計画について十分な調査研究を行うとともに、新たな時期における中国の基礎研究発展の必要性及び国民経済・社会の発展要請、国の安全保障と結び付け、国家重点実験室全体の発展に関する提案と意見を出した。
国家重点実験室の建設と運営を一段と強化・充実させ、影響力と競争力を持つ国際的な一流実験室を育成し、中国の国情に適う実験室体系を徐々に築き上げるため、科学技術部は2002年に新たな「国家重点実験室建設・管理暫定弁法」を公布した。この暫定規則は国家重点実験室の主な目的と位置付けを一段と明確にし、管理と建設の申請に関する手順を規範化したものである。2003年、「国家重点実験室改革・発展の道筋」、「国家重点実験室建設・管理暫定弁法」、「原初革新能力の一層の向上に関する意見」、「科学技術評価作業の改善に関する決定」に基づき、科学的に分析し、且つ関係部門と各国家重点実験室から幅広く意見を求めることを踏まえ、評価規則についても大幅な手直しを行い、新たな「国家重点実験室評価規則」を公布した。その主な目的は「科学技術革新を奨励し、実験室が重要な成果を上げるよう導き、大きな影響力を持つ国家重点実験室を育成する」ことである。この評価規則は定量評価を廃止し、代表的な成果に対する評価を際立たせ、実験室が精力を集中して原初革新の研究に取り組み、シンボリックな成果を出すよう導くものである。評価指標が一段と簡素化され、実験室に対する全体の評価に力を入れた。
国家重点実験室の導きと影響の下で、各部門と地方は多くの部門重点実験室（約500）と省（市・自治区）重点実験室（約300）を相次いで設立した。国家重点実験室を主とし、部門と省（市・自治区）の重点実験室を補助とする実験室体系が一応出来上がった。また、中央官庁と各一級行政区による実験室の共同建設が進められた。数年後、省（一級行政区）と部（中央官庁）の共同建設による国家重点実験室育成基地（『省・部共同建設実験室』と略）はその基本的配置が整った。2007年、江蘇省食品品質安全等8つの重点実験室が省・部共同建設実験室として新たに認可・建設され、これにより、省・部共同建設実験室の認可・建設総数は47に達した。そのうち、山東省作物生物学実験室、四川省地質災害防止・地質環境保護実験室等4つの実験室が国家重点実験室建設計画の論証にパスし、国家重点実験室に仲間入りした。
国家実験室の建設が急ピッチで進んだ。国家実験室は国家重点実験室とその他関連実験室を基礎に、総合力の高い研究型大学と科学研究院・所を拠り所として設立された、規模が比較的大きく、人材が集まり、管理方式が全く新しい学際的な科学研究機関である。科学技術部は、国家実験室の主要任務は
1. 国の発展と密接に関わる基礎的、戦略的な、先見性のある科学技術革新活動を展開する
2. 国際的な一流実験室の育成を目標とし、国の近代化と社会発展の要請を指針として、基礎研究、ハイテク研究、社会的公益の研究を積極的に繰り広げる
3. 国の重要な科学研究課題を主に引き受け、独創性と自主知的財産権を持つ重大な科学研究成果を生み出し、経済建設、社会の発展、国の安全保障を技術面でサポートし、関連業界の技術進歩に大きく貢献をすることである

と明確に指摘した。
科学技術部は2000年から国家実験室の試行作業に取り掛かった。近年、その作業は飛躍的進展が得られ、国家実験室特別経費を計上し、オープンな運営、自主的なテーマ選択研究、研究機器設備の更新という3つの側面から安定した支援を与えた。2007年の国家実験室の特別経費は14億元、立ち上げ経費は2億元となった。6つの試験的な国家実験室と2006年末に新たに認可された10の国家実験室の設立準備作業は順調に進んでいる。国家実験室は全く新しい管理体制と運営メカニズムを採用し、理事会と管理委員会の制度を実行し、実験室主任は世界から公募した。実験室の最適な整理統合・再編と機器設備のオープンな共有に力を注ぎ、研究スタッフの合理的な流動を促し、実験室の強者連合を奨励し、その好ましい競争を維持している。

## 現状
2006年末現在、運営中の国家重点実験室の数は197、国家実験室（設立準備）は6で、そのうち8つの国家重点実験室が国家実験室の設立準備に参画している。本論文は189の国家重点実験室と6つの国家実験室（準備）について統計をとった。実験室の学問分野の分布は化学科学21、数理科学10、地球科学29、生命科学51、情報科学26、材料科学21、エンジニアリング31となる。6つの国家実験室（準備）は学問分野の区分がまだ行われていない。

## 未来の発展
中華人民共和国科学技術部は2018年6月25日、「国家重点実験室の建設・発展強化に関する意見」を発表し、2020年までに国家重点実験室を700か所に増やすとした。うち、大学や研究機関などが設置する「学科国家重点実験室」が300か所で最も多く、2016年末の実績に比べて18.1%増となったほか、企業が設置する「企業国家重点実験室」は52.5%増の270か所にする計画である。そのほか、東部沿海に比べて研究水準が低いとされる中西部のレベルを上げるため、各地方政府と科学技術部が共同で整備する「省部共建国家重点実験室」を3.3倍の70か所に増やす予定である。